# Nomada ecarinata
Nomada ecarinata là một loài Hymenoptera trong họ Apidae. Loài này được Morawitz mô tả khoa học năm 1888.